# Bathophilus pawneei
Bathophilus pawneei – gatunek głębinowej ryby z rodziny wężorowatych (Stomiidae). Gatunek opisał Albert Eide Parr (1890-1991) w 1927 roku. Nazwa gatunkowa upamiętnia nazwę statku badawczego Pawnee.